# Diverto
Diverto est un hebdomadaire de presse de télévision français. Il succède à TV Magazine comme supplément de cinquante-trois titres de la presse quotidienne régionale.

## Historique
Diverto est né de l'association de six groupes éditeurs de presse régionale (Centre France, EBRA, Rossel, SIPA Ouest-France, Sud Ouest, La Dépêche du Midi) souhaitant lancer un média d'information consacré à la télévision, aux plates-formes, et plus largement aux divertissements. Ce media est porté par le groupement d'intérêt économique (GIE) Diverto au sein duquel les fondateurs ont été rejoints par les groupes de presse Télégramme, Nouvelle République du Centre-Ouest, La Provence et Nice-Matin. Les coûts et les recettes publicitaires du media sont partagés entre les différents groupes de presse qui composent le GIE Diverto.
Diverto a été conçu pour être, à la fois une offre numérique proposée sur son site internet et présente sur les réseaux sociaux, et un magazine distribué par cinquante-trois titres de la presse quotidienne régionale partenaires. Le premier numéro du magazine paraît le 4 janvier 2023.
À la création du magazine, Gilles Corbineau en est le président, Antoine Daccord le directeur executif et Roxane Centola la rédactrice en chef. Thierry Masclot remplace Antoine Daccord à son poste en février 2024. Roxane Centola est nommée directrice de la rédaction par Antoine Daccord avant son départ. Elle est remplacée par Romain Renner au poste de rédacteur en chef.

## Diffusion
Le magazine est diffusé à 3 201 881 exemplaires en 2023, ce qui en fait le premier magazine de France en termes de diffusion. Le site internet du média oscillait entre 1,1 et 1,2 million de pages vues mensuelles en moyenne la même année. 